# Radio Allergo Sorbent Test
El RAST (Radio Allergo Sorbent Test), es un procedimiento para cuantificar los niveles de IgE sérica específica, contra un determinado alergeno.
La prueba de radioalergoadsorción (RAST) o prueba de escarificación para alergias se refieren a cualquiera de diversas pruebas o exámenes utilizados para determinar las sustancias a las cuales una persona es alérgica. Esta prueba verifica la cantidad de anticuerpos IgE específicos en la sangre, los cuales están presentes si hay una reacción alérgica verdadera.
Los exámenes RAST se usan generalmente sólo en casos en que no puedan realizarse las pruebas dérmicas, como en el caso de pacientes que toman ciertos medicamentos, o aquellos con trastornos de la piel que puedan mermar el examen. Tiene la desventaja que cuesta más, y los resultados no están disponibles con la misma rapidez de las pruebas dérmicas.
- Datos: Q2125866